# Ela-Hütte
Die Ela-Hütte(n) ⓘ (rätoromanisch Chamona(s) d'Elaⓘ) ist eine Berghütte der Sektion Davos des Schweizer Alpen-Clubs (SAC). Sie liegt in den Albula-Alpen auf einer Höhe von 2252 m ü. M. im oberen Val Spadlatscha auf dem Gebiet der Gemeinde Bergün Filisur mitten im Naturpark Parc Ela. Neben der neuen Ela-Hütte gibt es noch die alte Ela-Hütte. Diese liegt etwa fünf Gehminuten unterhalb der heutigen Ela-Hütte und wird gerne von Gruppen genutzt. Die Hütte dient als Stützpunkt für eine Besteigung des Piz Ela (3339 m ü. M.). Die Hütte ist ganzjährig geöffnet. Sie hat 38 Lagerplätze und ist unbewirtschaftet, an den Wochenenden in der Sommersaison (in der Regel Juli bis Oktober) ist jedoch ein Sektionsmitglied auf der Hütte anwesend (auch dann wird aber keine Verpflegung angeboten). Durch zahlreiche Einsätze ehrenamtlicher Sektionsmitglieder wird sie immer in Schuss gehalten.

## Geschichte
Die alte Hütte wurde durch die Sektion Rätia des Schweizer Alpen-Clubs 1879 errichtet. 1909 wurde sie von der Sektion Davos des SAC übernommen. Im Jahr 1911 wurde die alte Ela-Hütte durch einen Neubau mit 22 Schlafplätzen ersetzt (die alte Hütte blieb erhalten und steht heute noch etwas unterhalb der neuen Hütte). 1920 folgte die erste Erweiterung mit einem Anbau für die Holzlagerung und ein WC. In den Folgejahren wurden immer wieder Renovierungen und Erweiterungen vorgenommen (z. B. Verlegung des Eingangs, Einbau neue WC-Anlage, Dachsanierung, Verputzen und Holzverkleidung der Hütte). Ein wichtiger Schritt war 1980 der Bau einer Wasserleitung mit Löschwasserreservoir und Brunnen vor der Hütte. 1984 folgte dann die Elektrifizierung mit Notfunk und elektrischer Beleuchtung über Solaranlage. 1985 wurden die Dächer der alten und neuen Hütte erneuert. 2008 wurde ein neuer Brunnen aufgestellt und die Wasserleitung renoviert sowie die Küche und die Bänke erneuert. Seitdem gibt es fliessendes Wasser in der Hütte. Ausserdem wurde eine neue Küche eingebaut.
Im Jahr 2011 wurde die «neue» Ela-Hütte 100 Jahre alt. Das Jubiläum wurde von der Sektion Davos des SAC am 13. und 14. August 2011 mit einem Festakt auf der Hütte gefeiert.

## Ausstattung
Die Hütte ist eine reine Selbstversorgerhütte. Die 38 Schlafplätze sind auf zwei Räume verteilt. Im Hauptraum, in dem auch die Küche und die Tische/Stühle stehen, gibt es eine Schlafkoje mit sechs Schlafplätzen. Die übrigen doppelstöckigen Schlafkojen sind im Raum nebenan. Alle Schlafplätze sind mit Duvets ausgestattet. Die Hütte verfügt über eine mit Geschirr/Besteck ausgestattete Küche mit fliessendem Wasser. Geheizt wird mit einem Holzofen, auf dem auch gekocht wird und heisses Wasser gemacht werden kann. Ofenfertiges Holz wird an der Hütte bereitgehalten. In der gesamten Hütte gibt es mit einer Zeitschaltuhr versehenes elektrisches Licht, das über die Solaranlage gespeist wird. Ausserdem wird die Notfunkanlage über die Solaranlage versorgt. Vor der Hütte stehen ein Holzbrunnen und mehrere Holztische und -bänke.

## Zugänge
- Filisur – Sela – Val Spadlatscha – Alp Prosot – Alp Pradatsch – Ela-Hütte (grösstenteils Fahrweg/Alpweg, 3½ Stunden), Bergwandern (T2)
- Alvaneu Bad – Zinols – Sela – Val Spadlatscha – Alp Prosot – Alp Pradatsch – Ela-Hütte (grösstenteils Fahrweg/Alpweg, 3½ Stunden), Bergwandern (T2)
- Bergün/Bravuogn – God sur Zinols – Alp Uglix – Ela-Hütte (über Abkürzung, 3 Stunden), Anspruchsvolles Bergwandern (T3)
- Bergün/Bravuogn – God sur Zinols – Chamanna d'Uglix – Alp Uglix – Ela-Hütte (normaler Weg, 3½ Stunden; Der Normalweg ist im Mittelteil steiler, ausgesetzter, schmäler und in schlechterem Zustand als die Abkürzung, stellenweise Sicherungen mit Ketten und Seilen.), Alpinwandern (T4)
- Preda – Naz – Val Tschitta – Alp Tschitta – Fuorcla da Tschitta (2830 m) – Lai Grond – Lai Mort – Pass d’Ela (2724 m) – Ela-Hütte (5½ Stunden), Anspruchsvolles Bergwandern (T3)
- Tinizong – Pensa – Alp Viglia – Ragn da Cotschna – Lai Mort – Pass d’Ela (2724 m) – Ela-Hütte (5 Stunden), Anspruchsvolles Bergwandern (T3)
- Tinizong – Castelas – Ragn da Tigiel – Lai Tigiel – Pass digls Orgels (2699 m) – Ela-Hütte (5½ Stunden), Anspruchsvolles Bergwandern (T3)
- Savognin – Tussagn – Alp Plang Begls – Rigigns – Bleis Ota – Lai Tigiel – Pass digls Orgels (2699 m) – Ela-Hütte (5 Stunden), Anspruchsvolles Bergwandern (T3)

Zum Parkplatz Plang la Curvanera (1893 m ü. M.) kann von Savognin aus via Tussagn gefahren werden. Die Alpstrasse von Tinizong in das Val d’Err nach Pensa ist für den allgemeinen Motorfahrzeugverkehr gesperrt. Ein Wanderbus fährt mittwochs von Savognin nach Plang la Curvanera und dienstags sowie freitags nach Pensa.

## Gipfelziele
- Piz Ela 3339 m
- Corn da Tinizong / Tinzenhorn 3172 m
- Piz Mitgel 3159 m
- Piz Val Lunga 3078 m
- Piz Spadlatscha 2871 m
- Pizza Grossa 2938 m
- Piz Furnatsch 2787 m
- Piz Salteras 3111 m
- Cotschen 2829 m

## Galerie

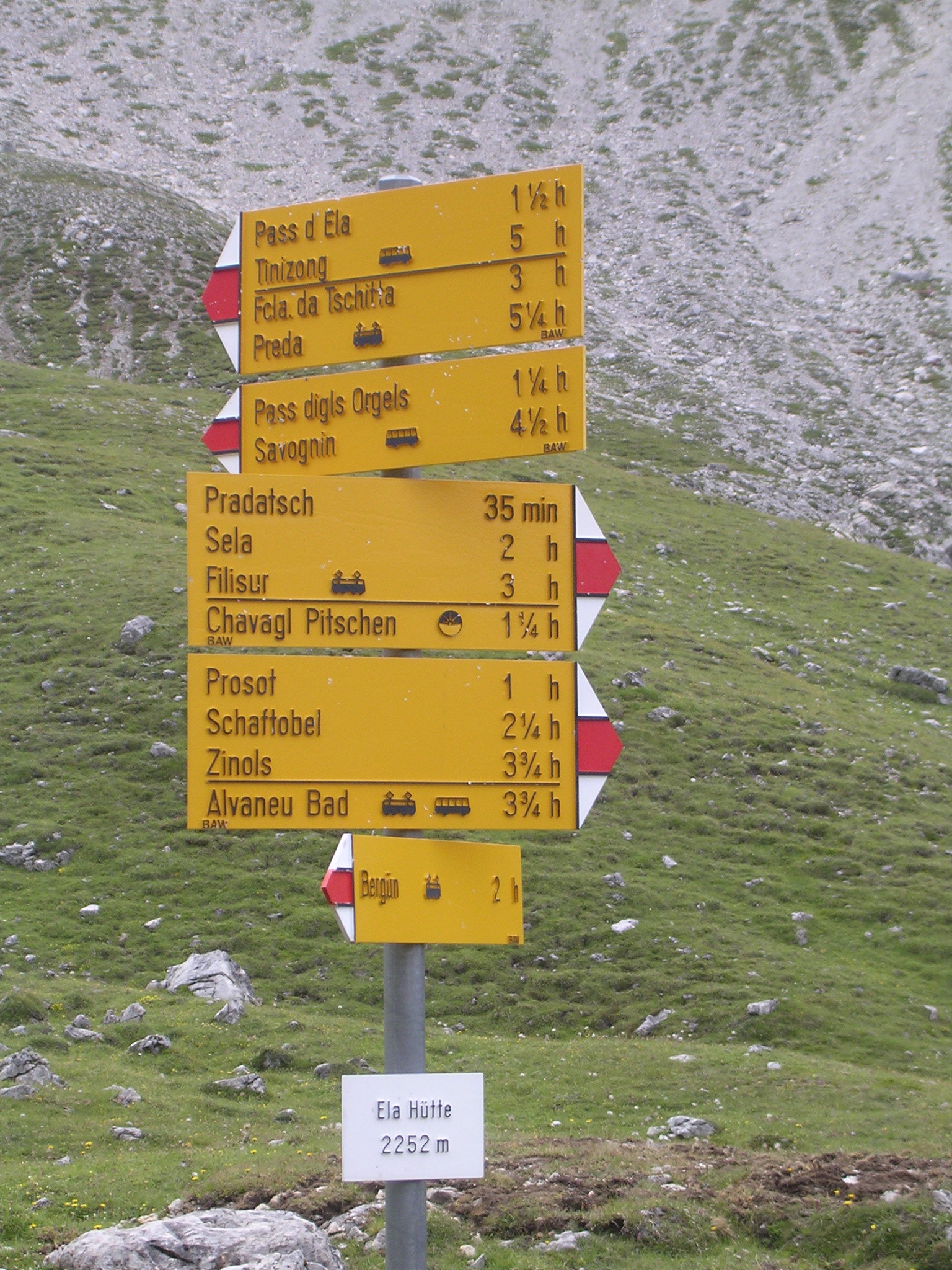
Wegweiser bei der Ela-Hütte
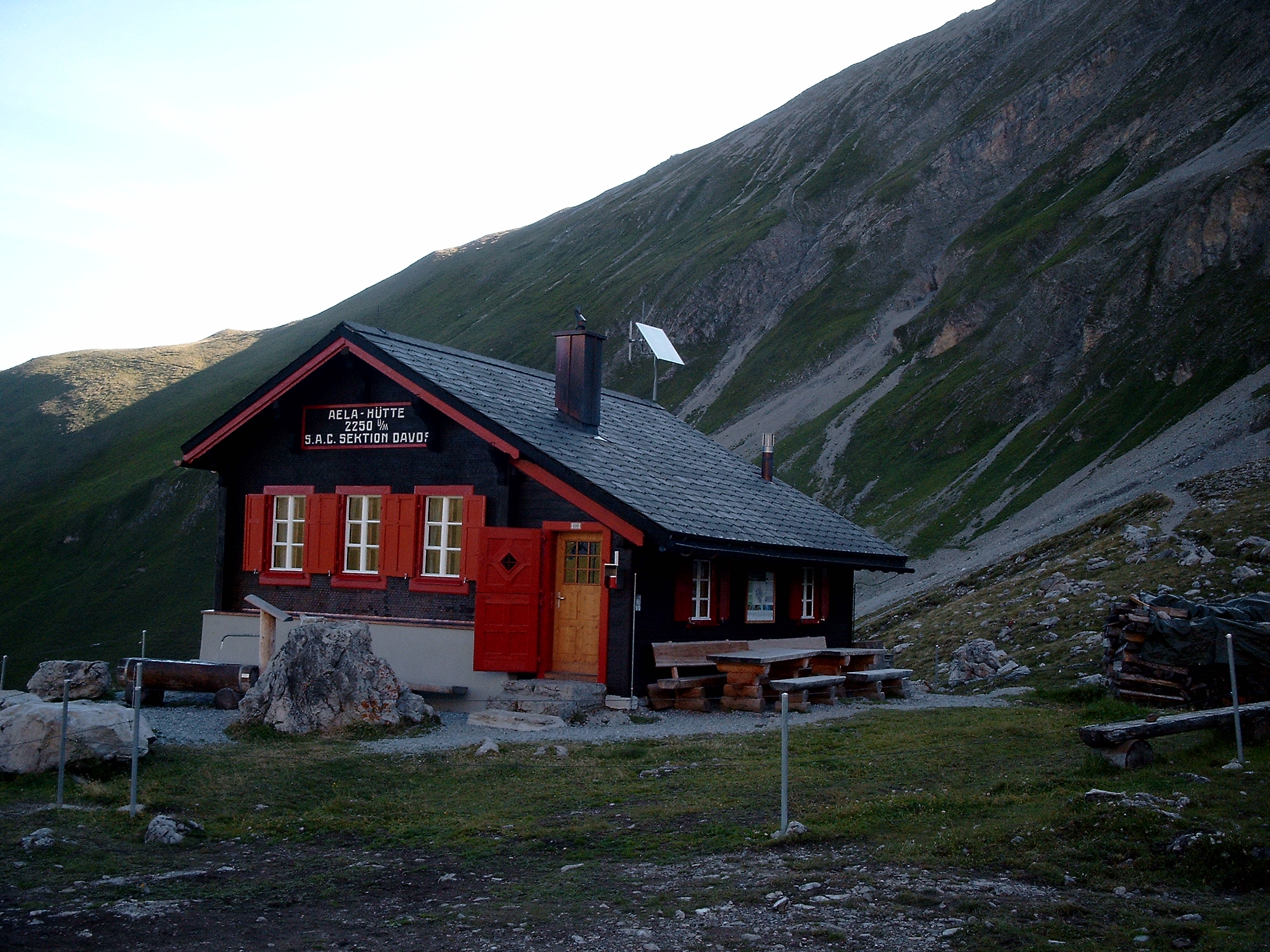
Lage der Ela-Hütte
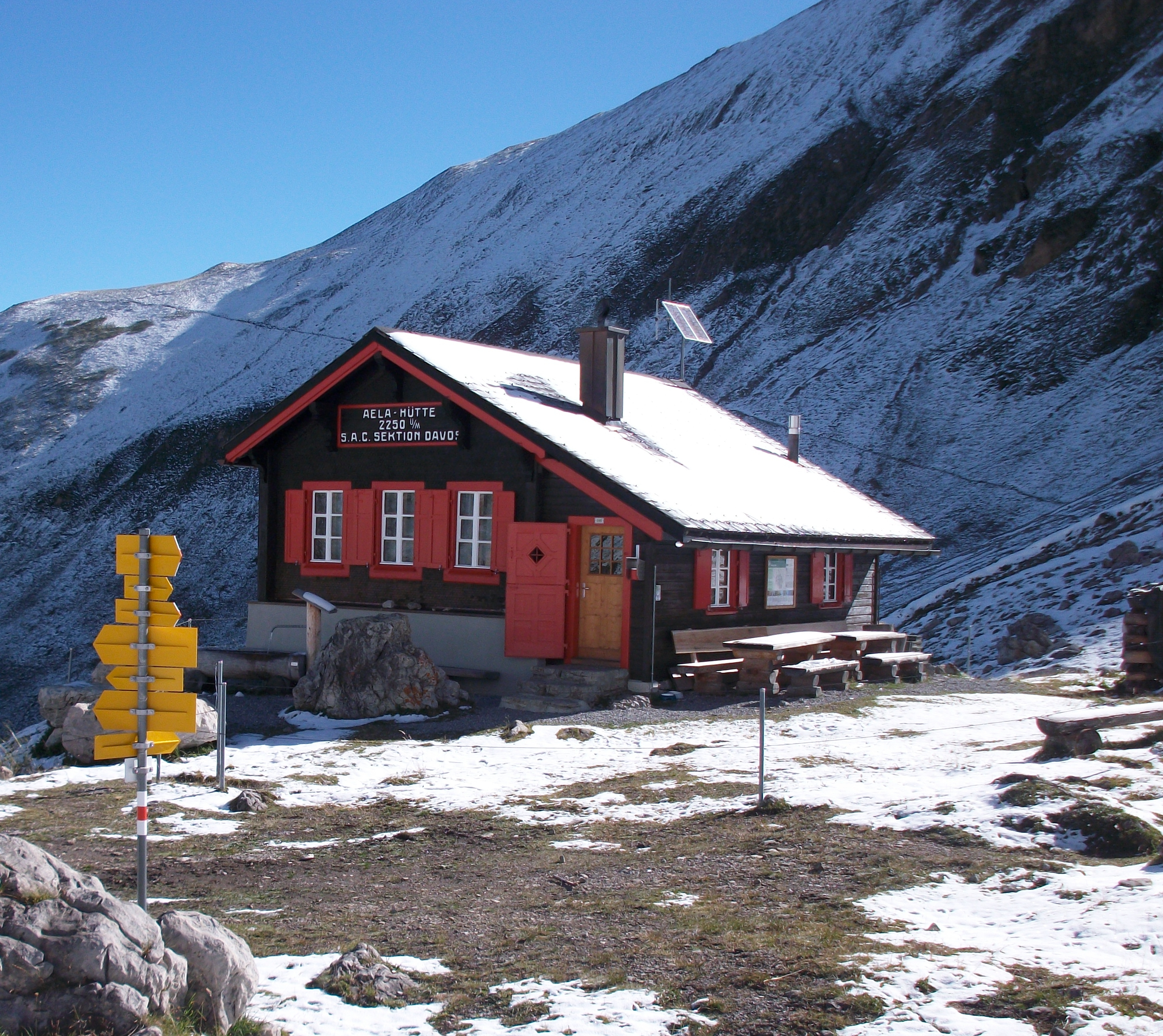
Ela-Hütte – Winter am 1. September
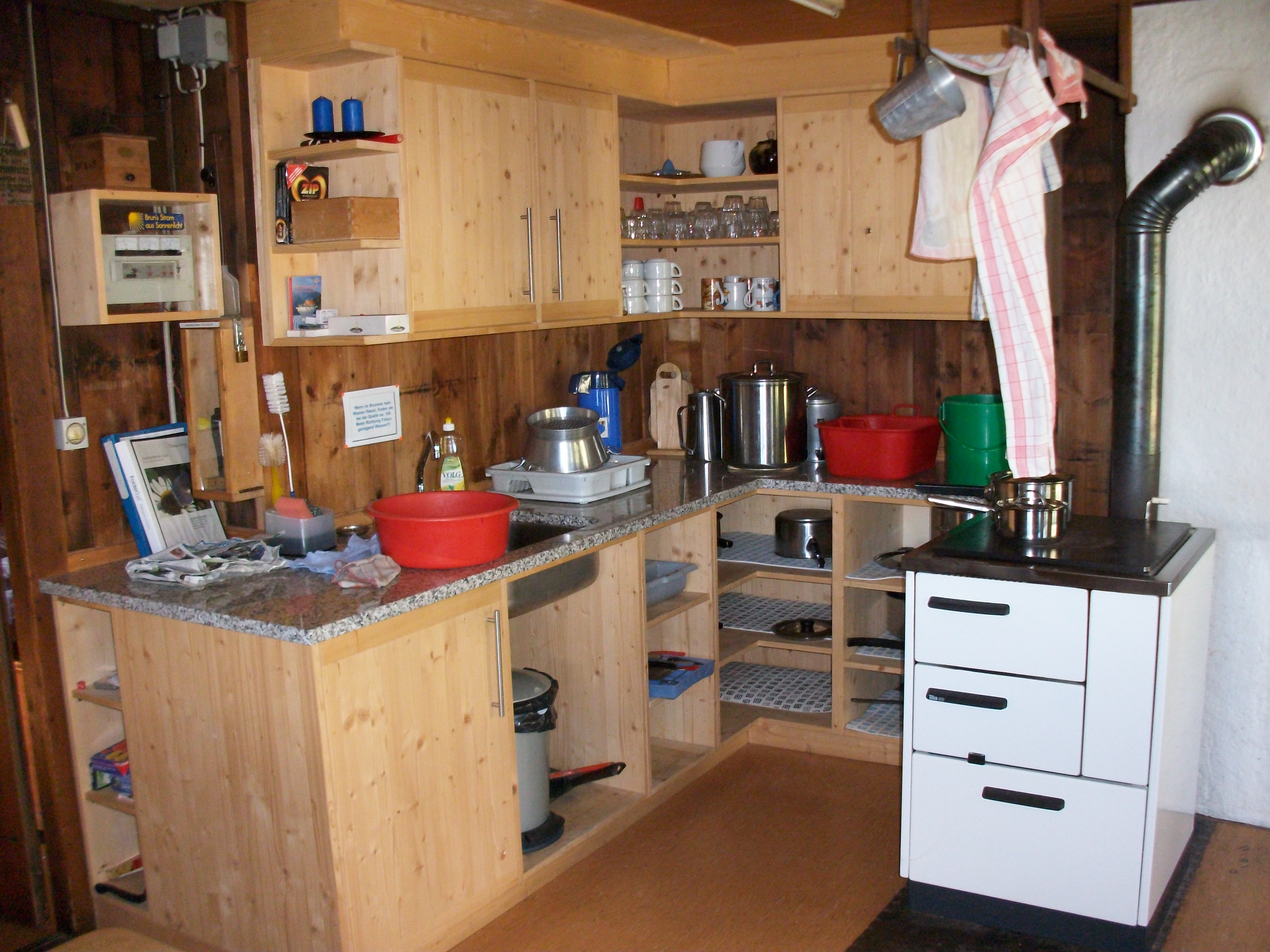
Küche und Ofen in der Ela-Hütte
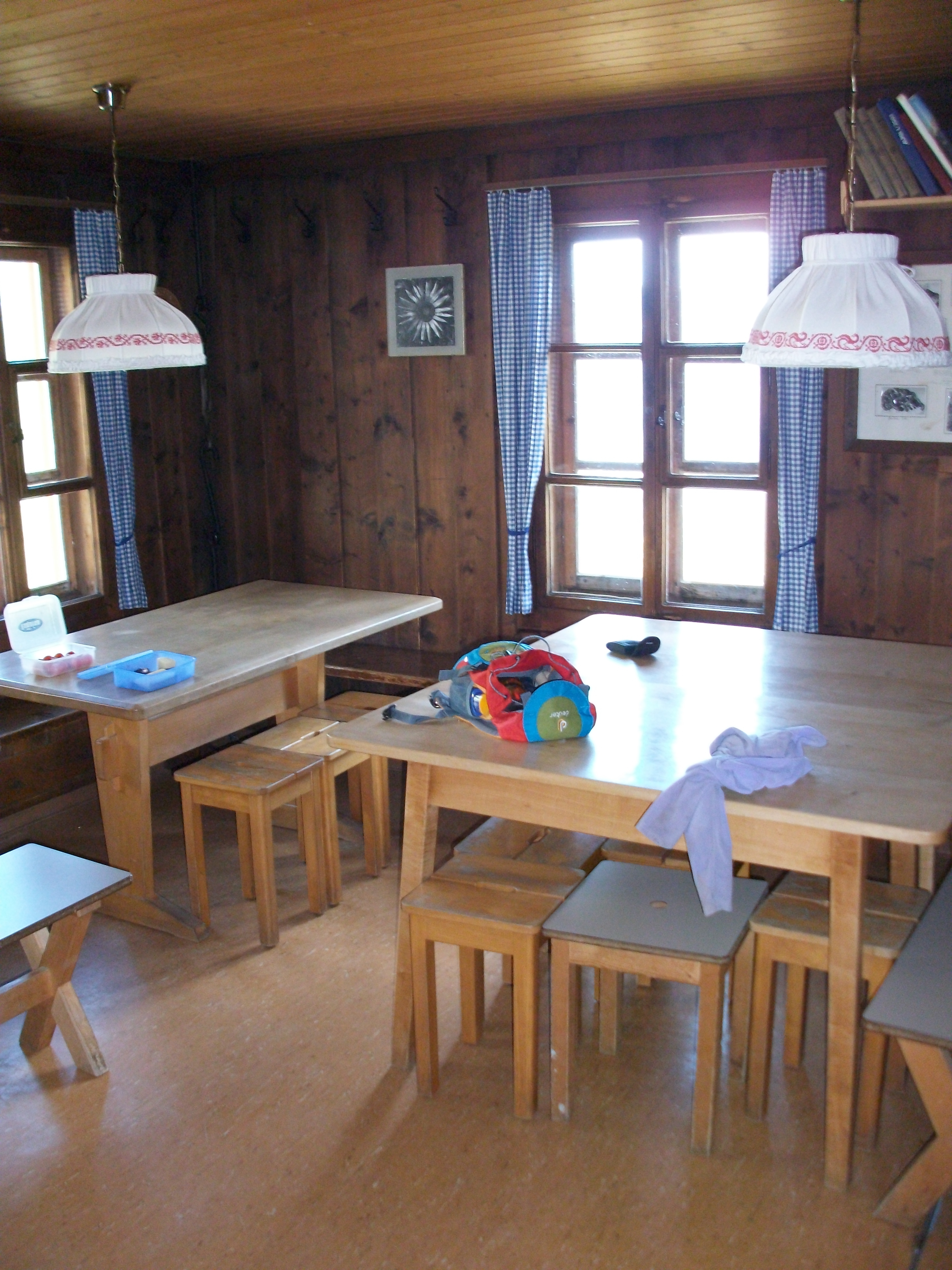
Stube in der Ela-Hütte